# 태웅식품
태웅식품 주식회사(Teawoong Food)는 1981년 6월 1일에 설립하였다.